# Наши сражения
Наши сражения (фр. Nos batailles) — бельгийско-французский драматичний фильм 2018 года, поставленный режиссером Гийомом Сене с Роменом Дюрисом в главной роли. Мировая премьера состоялась 13 мая 2018 года на 71-м Каннском международном кинофестивале, где фильм участвовал в конкурсной программе Международной недели критики. В 2019 году лента была выдвинута в двух категориях на получение французской кинопремии «Люмьер» и в 7-ми категориях — на бельгийскую национальную кинопремию «Магритт» за 2018 год, получив 5 наград, в том числе за лучший фильм и лучшую режиссерскую работу.

## Сюжет
Оливье прикладывает все свои усилия в борьбе с несправедливостью в компании, в которой работает. Но однажды, когда его жена Лора уходит от него, он остается наедине с детьми, ежедневными обязанностями и профессиональной деятельностью. Перед лицом этих новых вызовов он стремится найти баланс. И выбора у него нет — Лора не вернется.

## В ролях
- Ромен Дюрис — Оливье
- Люси Дебай — Лора
- Летиция Дош — Бетти, сестра Оливье
- Лор Калами — Клэр, коллега Оливье